# 사회당
사회당(社會黨)은 넓게는 사회주의를 표방하면서 사회민주주의 이념과 정책을 실천하려는 정당 대부분을 말한다. 자유사회주의나 종교사회주의를 표방하는 일부 사회당도 있다. 사회당은 전 세계에서도 범영되는 정당명이다. 1951년까지는 공산당과 동의어로서 쓰였지만, 프랑크푸르트 선언에 의거해 공산당과 사회당은 국제주의상으로 판이한 뜻이 되었다.

## 지지 기반과 반대 세력
사회당의 지지 기반은 사회주의에 포함된 어떤 분파 사상을 표방하는지에 달려있지만, 대체로 사회민주주의는 사회 변화와과 사회 발전을 추구하는 지식인, 사회운동가, 노동운동가가 지지하고 노동자와 농민을 주요 기반으로 삼는다. 자유지상주의적 사회주의는 노암 촘스키 계열로서 이상을 급하게 실현하려는 파벌인 자유지상주의자가 지지하기도 하고, 자유사회주의는 시장 경제를 신봉하는 사회주의자들이, 종교사회주의는 사회변화와 사회 발전을 추구하는 종교인이 지지한다. 사회당의 지지 기반은 표방하는 분파 사상별로 다르고 공통된 반대 세력은 자본주의자나 신자유주의자, 파시스트이다.

## 정당 목록
- 그리스 범그리스 사회주의 운동
- 대한민국 사회당 - 1998년 사회적 공화주의',  '탈배제강령'을 내세우며 창당한 정당. 2012년에 진보신당과의 합당.
- 스위스 사회당
- 스페인 사회당
- 아르헨티나 사회당
- 알바니아 사회당
- 이탈리아 사회당
- 일본 사회민주당: 과거 일본 사회당을 전신으로 가지고 있다.
- 칠레 사회당
- 포르투갈 사회당
- 프랑스 사회당

## 같이 보기
- 공산당
- 정당 목록